# Sävarån
Der Sävarån ist ein Fluss in den Gemeinden Skellefteå, Vindeln und Umeå in der Provinz Västerbottens län im  Norden Schwedens.
Der Fluss hat seinen Ursprung im See Lossmenträsket.
Von dort fließt er  in überwiegend südsüdöstlicher Richtung.
Er durchfließt die Seen Storsävarträsket und Lillsävarträsket, passiert die Orte Botsmark, Bullmark und Sävar und mündet nach etwa 140 km bei Skeppsvik, etwa 10 km östlich der Stadt Umeå, in den Sävarfjärden und in den Bottnischen Meerbusen.
Das Einzugsgebiet umfasst 1161,3 km², der mittlere Abfluss beträgt 14 m³/s.